# Hartmut Schauerte
Hartmut Schauerte (né le 13 septembre 1944 à Kirchhundem) est un homme politique allemand (CDU) et de 1994 à 2009 député du Bundestag.
De 2005 à 2009, il est secrétaire d'État parlementaire au ministère fédéral de l'Économie et de la Technologie et de 2007 à 2009, il est également commissaire du gouvernement fédéral pour les PME.

## Biographie
Diplômé du lycée en 1966, Schauerte étudie le droit à l'Université Louis-et-Maximilien de Munich et à l'Université rhénane Frédéric-Guillaume de Bonn, qu'il achève en 1972 avec le premier examen d'État de droit. Après son stage juridique, il réussit le deuxième examen d'État en 1975 et est depuis admis au barreau. De 1978 à 1994, il travaille également comme notaire.
Après la fin de sa carrière politique, Schauerte retourne travailler en tant qu'avocat, y compris en représentant des agriculteurs forestiers dans le différend sur le bison sauvage sur le Rothaarsteig.
Hartmut Schauerte est marié et père de quatre enfants. Il vit dans le quartier Flape de Kirchhundem. 

## Parti politique
Schauerte devient membre de la CDU en 1967. Il est d'abord impliqué dans le RCDS, dont il est vice-président fédéral de 1967 à 1968. De 1973 à 1995, il est président de l'association CDU de l'arrondissement d'Olpe. Depuis qu'il quitte ses fonctions, il est président d'honneur de l'association de l'arrondissement.
En outre, de 1994 à 2013, Schauerte est président d'État de l'association des moyennes et des entreprises de la CDU (MIT) en Rhénanie-du-Nord-Westphalie et depuis 1995 également son vice-président fédéral. En 2015, il est nommé président d'honneur de l'association régionale de Rhénanie-du-Nord-Westphalie. 

## Parlementaire
Schauerte appartient au conseil de l'arrondissement d'Olpe de 1975 à 1988 et est également membre du Landtag de Rhénanie-du-Nord-Westphalie de 1980 à 1994. Il y est porte-parole du budget et de la politique financière à partir de 1985 et à partir de 1990 également vice-président du groupe parlementaire CDU.
De 1994 à 2009, Schauerte est député du Bundestag et de 1999 à 2002 vice-président et de 2002 à 2006 enfin président du groupe parlementaire pour les moyennes entreprises du groupe parlementaire CDU/CSU . Schauerte est également porte-parole du groupe parlementaire CDU/CSU au sein de la commission Enquête «Globalisation de l'économie mondiale - défis et réponses» de 1999 à 2002 et membre du comité exécutif du groupe parlementaire CDU/CSU de 2002 à 2006.
Hartmut Schauerte représente la circonscription d'Olpe-Siegen-Wittgenstein II en 1994 et 1998 et depuis 2002 la circonscription d'Olpe-La Marck I. Il ne se présente pas aux élections fédérales en 2009. Matthias Heider est son successeur.

## Autres mandats
Le 23 novembre 2005, Schauerte est nommée secrétaire d'État parlementaire auprès du ministre fédéral de l'Économie et de la Technologie du gouvernement fédéral dirigé par la chancelière Angela Merkel (cabinet Merkel I). En février 2007, il est également nommé commissaire du gouvernement fédéral pour les PME.